# 周卓盈
周卓盈（英語：Michelle Chow，1998年3月14日—），藝名阿MIC（粵音讀作「阿覓」），香港唱作女歌手，亦為一位歌唱導師。曾於2020年參加ViuTV舉辦的選秀節目《全民造星III》及2021年參加《全民造星IV》，於2022年9月26日發佈首支原創歌曲《雙魚座》並正式加入香港樂壇。

## 簡介

### 早年生活
周卓盈出生於香港，在2016年畢業於聖保祿學校。2019年畢業於香港城市大學創意媒體學院文理學士（新媒體）(BAS)。年幼時受家庭薰陶而熱愛唱歌，且學習彈鋼琴。2011年，13歲的她開始作曲填詞，創作音樂，寫出第一首歌曲《雙魚座》，該歌曲在2022年正式發佈並成為她的出道作品。就讀中學時，她自學木吉他，並開始參加校內及校外歌唱比賽。2013年，她在社交平台Instagram建立個人帳號，分享自己創作的歌曲及上載翻唱歌曲的影片。2015年。她開設YouTube頻道「MICMIC周大盈」分享音樂及生活，現時頻道名稱已更改為官方音樂頻道「MIC 周卓盈」。
2011年，就讀中學的周卓盈接受老師的建議，在校內學習粵劇。因為她當時的演唱音域較廣，所以專攻「小生」行當。2012-2016年期間，她參與多次校內演出，包括聖保祿學校160週年校慶。2021年8月，她相隔五年後在節目「粵藝童音耀彩虹2021」再次表演粵劇，曲目為《牡丹亭驚夢》第一場的《遊園驚夢》。

### 參加全民造星III
2020年，周卓盈參加ViuTV真人秀選秀節目《全民造星III》，在初賽中表演自彈自唱《豆漿油條》，最終落敗，止步於83強。

### 參加全民造星IV
2021年，周卓盈再次參加ViuTV同系列的真人秀選秀節目，《全民造星IV》，在首場面試中與導師之一的許廷鏗以分部和音即時合唱《停半分鐘聽一闋歌》，成功晉身96強。之後在初賽中表演經典音樂劇《Funny Girl》的英文歌曲《Don't Rain On My Parade》，以3:0獲勝，成功晉級並加入梁祖堯導師的隊伍 - B組。在第三輪比賽中落敗而被即時淘汰，40強止步。
| 《全民造星IV》比賽過程 | 《全民造星IV》比賽過程 | 《全民造星IV》比賽過程                                | 《全民造星IV》比賽過程 |
| 項目                   | 集數                   | 演出項目                                              | 備註 |
| ---------------------- | ---------------------- | ----------------------------------------------------- | --- |
| 第一輪比賽 （個人賽）  | 5                      | 演唱《Don't Rain On My Parade》                       | - 評判：朱柏康、當奴、鄭融 - 最終以3:0盞燈獲勝，晉身60強B組，導師為梁祖堯。 |
| 第二輪比賽 （團體）    | 18                     | 第一回合：自選表演 《相信一切是最好的安排》原唱：陳蕾 | - B2組員包括：周卓盈(阿MIC)、廖雪蕎(Liu哥)、羅安娜(Ana)、歐卓瑩(鐵鐵)、陳泳伽(Winka)、鍾卓穎(Ash) - 評判：泳兒、少爺占、韋羅莎、陳輝陽、鍾舒漫 - 最終B2組以0:5敗給A4組，鍾卓穎(Ash)被評判即時淘汰，周卓盈(阿MIC)雖然在小組比賽中落敗，但沒有被導師淘汰，晉身40強。 |
| 第二輪比賽 （團體）    | 18                     | 第二回合：Dance Battle (跳舞比拼) 《In the morning》  | - B2組員包括：周卓盈(阿MIC)、廖雪蕎(Liu哥)、羅安娜(Ana)、歐卓瑩(鐵鐵)、陳泳伽(Winka)、鍾卓穎(Ash) - 評判：泳兒、少爺占、韋羅莎、陳輝陽、鍾舒漫 - 最終B2組以0:5敗給A4組，鍾卓穎(Ash)被評判即時淘汰，周卓盈(阿MIC)雖然在小組比賽中落敗，但沒有被導師淘汰，晉身40強。 |
| 第三輪比賽 （團體）    | 26-27                  | 第一回合：自選表演 《Please don't jump!》             | - B2組員包括：周卓盈(阿MIC)、許寶恆(Alice)、沈貞巧(Gao) - 評判：吳雨霏、卓韻芝、陳健安、伍仲衡、陳詠燊 - 最終B2組以1:4敗給A1組，周卓盈(阿MIC)因為被導師列入「死亡名單」而被即時淘汰。                                                                              |
| 第三輪比賽 （團體）    | 26-27                  | 第二回合：指定歌曲 《救命歌》原唱：鄭欣宜             | - B2組員包括：周卓盈(阿MIC)、許寶恆(Alice)、沈貞巧(Gao) - 評判：吳雨霏、卓韻芝、陳健安、伍仲衡、陳詠燊 - 最終B2組以1:4敗給A1組，周卓盈(阿MIC)因為被導師列入「死亡名單」而被即時淘汰。                                                                              |

### 全民造星之後
2022年9月，周卓盈正式發佈首支個人原創歌曲《雙魚座》，並宣佈以獨立音樂人的身份加入香港樂壇。該歌曲是她於初中時創作，原版是配以國語歌詞，曾經多次在公開表演中演唱，而正式推出的版本是配以粵語歌詞。

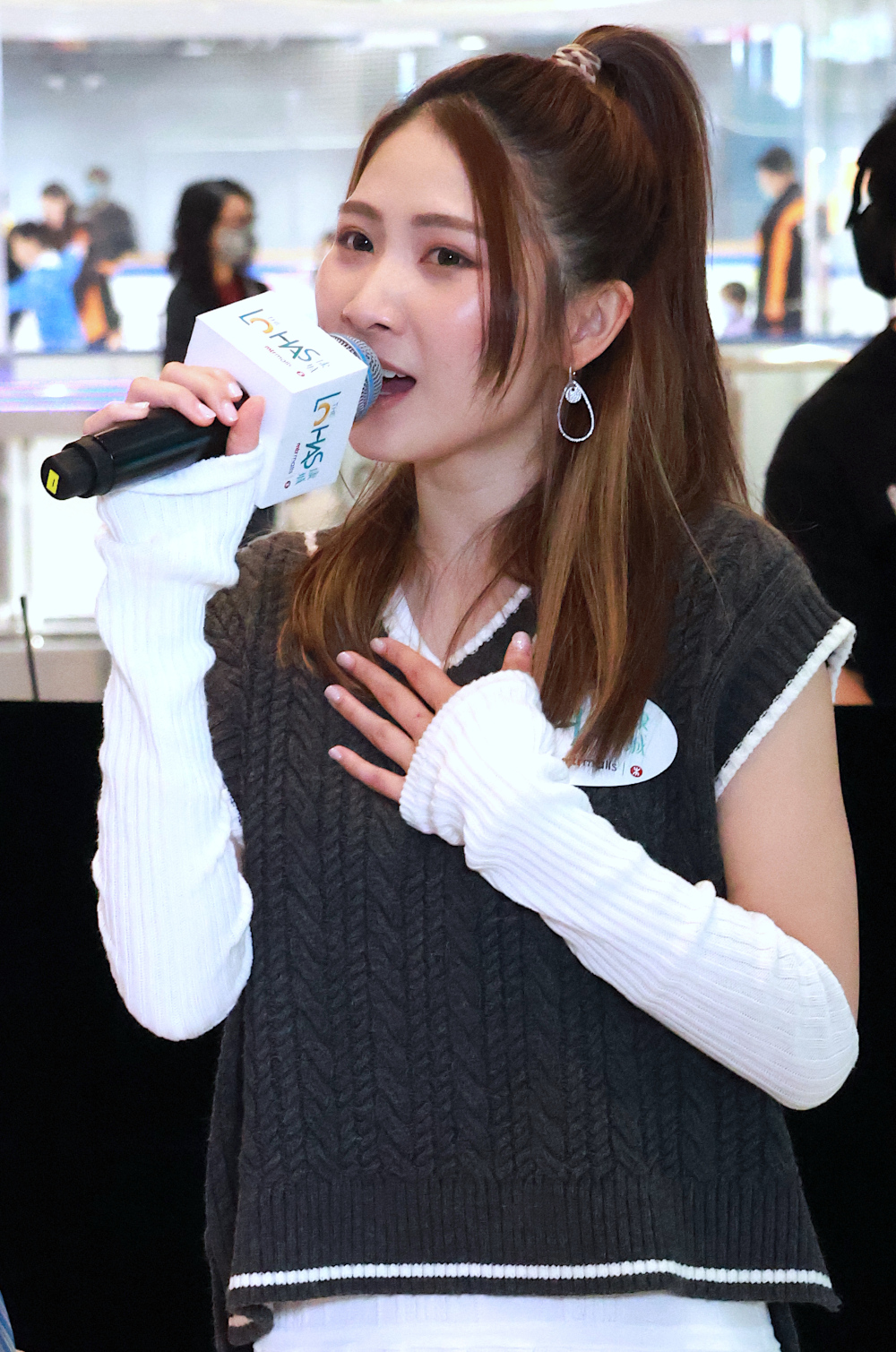
周卓盈在The LOHAS 康城商場舉行的「森度唱遊」音樂會 (18/06/2023)

2022年年中至年末，周卓盈自推出首支原創歌曲後，在香港大型商場舉辦多次個人小型音樂會。詳情請見「周卓盈 § 音樂會」。該歌曲讓她成為首位音樂影片獲ViuTV《Chill Club 推介》播出的《全民造星IV》獨立歌手，她憑《雙魚座》登上新城勁爆流行榜，最高排第19位，並獲《新城勁爆頒獎禮2022》提名為「勁爆新人」。
2022年末至2023年年初，周卓盈因為大力支持足球隊「熱刺」及隊中的球星「哈利·榮斯」而為人所熟悉。適逢2022年度世界盃，她獲邀出席香港賽馬會及新城電台舉辦的《世盃狂熱Bili Bar》，與現場觀眾在賽馬會中環投注站內玩小遊戲及觀賞決賽阿根廷對法國的賽事。2023年1月，她獲nowTV體育台邀請為節目《絲打講英超》作客席主持，當日評述的足球賽事為北倫敦打吡戰的熱刺對阿仙奴。
2023年4月，周卓盈推出第二支原創歌曲《慢慢的》，該歌曲是以她自身的故事為題。
2023年8月，周卓盈推出第三支原創歌曲《超級普通人》，該歌曲是鼓勵別人要學會欣賞自己，歌曲的MV取景自台北。
於2024年2月29日，周卓盈推出了第四支原創歌曲《玩偶奇遇物語》，該歌曲是以回憶和忘記為題，亦是她第一首在中文歌曲龍虎榜上的歌曲，最高時曾在第18位。《玩偶奇遇物語》在新城勁爆流行榜最高排第3位，也是同年第7週新城電台第二高播放率的歌曲。
於2024年8月19日，周卓盈推出了第五支原創歌曲《別錯過》，該歌曲是鼓勵大家勇於表白。
2024年12月28日，周卓盈於《新城勁爆頒獎禮2024》獲頒「勁爆 Z世代樂勢力 唱作歌手銀獎」。

### 軼事
官方粉絲的名稱為「盈光粉」。

## 音樂作品

### 單曲
| 推出日期 | 曲目         | 作曲        | 填詞   | 編曲        | 監製            | 備註                                                |
| 2021年   |              |             |        |             |                 |                                                     |
| 10月30日 | 甜品戰車     | Errol Leung | AA     | Errol Leung | Errol Leung     | 《甜品戰車-漢賽爾與葛麗特的異世界物語》的遊戲主題曲 |
| 2022年   |              |             |        |             |                 |                                                     |
| 9月26日  | 雙魚座       | 周卓盈      | T-Rexx | Wing Ng     | Wing Ng         | （*）另有國語版                                     |
| 2023年   |              |             |        |             |                 |                                                     |
| 4月18日  | 慢慢的       | 周卓盈      | Haze   | 鍾楚翹      | 鍾楚翹          | （*）                                               |
| 8月7日   | 超級普通人   | 周卓盈      | Oscar  | 鍾楚翹      | 鍾楚翹          | （*）                                               |
| 2024年   |              |             |        |             |                 |                                                     |
| 2月29日  | 玩偶奇遇物語 | 周卓盈      | 雷暐樂 | Chick Chan  | Chick Chan／Yam | （*）                                               |
| 8月19日  | 別錯過       | 周卓盈      | Yam    | Chick Chan  | Chick Chan／Yam | （*）                                               |

（*）在各大串流平台上架中

### 派台歌曲成績
| 派台歌曲成績（五台） | 派台歌曲成績（五台） | 派台歌曲成績（五台） | 派台歌曲成績（五台） | 派台歌曲成績（五台） | 派台歌曲成績（五台） | 派台歌曲成績（五台） | 派台歌曲成績（五台）            |
| -------------------- | -------------------- | -------------------- | -------------------- | -------------------- | -------------------- | -------------------- | ------------------------------- |
| 唱片                 | 歌曲                 | 903                  | RTHK                 | 997                  | TVB                  | ViuTV                | 備註                            |
| 2022年               |                      |                      |                      |                      |                      |                      |                                 |
|                      | 雙魚座               | -                    | -                    | 19                   | ×                    | -                    |                                 |
| 2023年               |                      |                      |                      |                      |                      |                      |                                 |
|                      | 超級普通人           | -                    | -                    | -                    | ×                    | ×                    |                                 |
| 2024年               |                      |                      |                      |                      |                      |                      |                                 |
|                      | 玩偶奇遇物語         | -                    | 18                   | 3                    | -                    | -                    | 加拿大至 HIT 中文歌曲排行榜：12 |
|                      | 別錯過               | -                    | 13                   | 4                    | -                    | -                    |                                 |

| 各台冠軍歌總數（五台） | 各台冠軍歌總數（五台） | 各台冠軍歌總數（五台） | 各台冠軍歌總數（五台） | 各台冠軍歌總數（五台） | 各台冠軍歌總數（五台） |
| ---------------------- | ---------------------- | ---------------------- | ---------------------- | ---------------------- | ---------------------- |
| 903                    | RTHK                   | 997                    | TVB                    | ViuTV                  | 備註                   |
| 0                      | 0                      | 0                      | 0                      | 0                      | 五台冠軍歌總數：0      |

- （*）上榜中
- （-）未能上榜
- （×）沒有派往該台

## 影視作品

### 音樂錄影帶 (MV)
| - 原創歌曲： - 2024年：周卓盈 《別錯過》 - 2024年：周卓盈 《玩偶奇遇物語》 - 2023年：周卓盈 《超級普通人》 - 2023年：周卓盈 《慢慢的》 - 2022年：周卓盈 《雙魚座》 - 2021年：《全民造星IV》主題曲 《前傳》 - 2020年：MADBOII《NOT GOOD AT LOVE》 | - 翻唱歌曲： - 2023年：《污糟兒》原聲版，原唱：洪嘉豪 - 2023年：《雙魚座》原聲版 - 2023年：《Officially Missing You》原聲版，原唱：Tamia - 2022年：《塵世美》原唱：周國賢 - 2022年：《熒光》原唱：陳蕾 - 2021年：《DSE令》歌詞改編自《將軍令》原唱：李家豪 - 2020年：《電影院禮儀》原唱：林二汶 - 2020年：《Mad at Disney》迪士尼音樂劇歌曲串燒 - 2020年：《We're Gonna Find It》原唱：Barbie and the Diamond Castle - 2020年：《想見你想見你想見你》粵語歌詞改編，原唱：八三夭 - 2020年：《貼心後援》原唱：陳浩 - 2020年：《胡鴻鈞串燒歌》 - 2020年：《我幾時俾人隔離完》粵語歌詞改編自《Do You Want To Build A Snowman》 - 2020年：《沒身份妒忌》原唱：胡鴻鈞 - 2019年：《月光照》粵語歌詞改編自《Desert Moon》 - 2018年：《開始戀愛》原唱：Edward.C / Michelle.C - 2017年：《音樂大童》原唱：黃妍 - 2017年：《1225》粵語歌詞改編自《Love Yourself》 |

### 電視節目
- 2024年：ViuTV《文藝誌》第9集嘉賓
- 2024年：港台電視31《港樂 · 講樂》第85集嘉賓[23]
- 2022、2023、2024年：港台電視31 《香江暖流 - Music Five》嘉賓 [24]
- 2022年：ViuTV《我哋係COLLAR》第3集嘉賓
- 2022年：ViuTV《囝囝女女730》第281集嘉賓
- 2021年：ViuTV《全民造星IV》參賽者[2]
- 2020年：ViuTV《大學五件事》第3、第4集嘉賓
- 2020年：ViuTV《全民造星III》參賽者

### 網上節目
- 2024年：［JFFLIVE］音樂擂台（Ft. Mic周卓盈）
- 2023年：Chill Up 音樂夜 ft. Mic周卓盈
- 2023年：ESPRESSO \ LIVE | MIC 周卓盈

### 主持
- 2025年：港台電視31《港樂 · 講樂》流動舞台 嘉賓主持
- 2024、2025年：《麥麥廣播：衰佬樂園》Ep.42、Ep.52、S2 Ep.06
- 2024年：香港電台第二台《我是 DJ - 有音樂有快樂》
- 2024年：香港商業電台《有誰共鳴》客席主持
- 2024年：《恐怖在線》第3996集
- 2023年：Now Sports《絲打講英超》客席主持
- 2022年：新城知訊台《世盃狂熱Bili Bar》
- 2022年：經濟一週《經一企業學堂》一日店長計畫 Ft. 阿Mic 周卓盈

### 電視劇
- 2025年：ViuTV《弊傢伙！我要去祓魔》飾 細蚊（第1、第3集）
- 2023年：ViuTV《Food Buddies》飾 Olive（第8集）
- 2015年：香港電台《總有出頭天II》第5集 - 奮鬥屋簷下[25]

### 音樂劇
- 2021年：粵藝童音耀彩虹2021《牡丹亭驚夢》[6]
- 2018年：戲同行大專舞台《青鳥說》
- 2017年：戲同行大專舞台《吶喊無聲》

## 音樂會
| 演出日期 | 音樂會名稱                                             | 舉行地點                                | 備註                                                     |
| 2025年   |                                                        |                                         |                                                          |
| 3月8日   | 《港樂 · 講樂》流動舞台                                | 中環10號碼頭對出                        | [ 26 ]                                                   |
| 2月14日  | 花之浪漫樂章                                           | 坑口東港城                              |                                                          |
| 2024年   |                                                        |                                         |                                                          |
| 12月14日 | 送給E人的歌 歌唱比賽（MBTI）                           | 大埔富亨鄰里社區中心                    |                                                          |
| 12月10日 | La Salle College Talent Quest                          | 喇沙書院                                |                                                          |
| 12月1日  | A Day in A Race with Rising Star                       | 沙田馬場數碼專區                        |                                                          |
| 11月23日 | 道地綠地野營祭 Green Music                             | Autocamper紅花嶺（景盛農莊）Safari Land |                                                          |
| 10月13日 | Z世代咪高峰會                                          | 元朗YOHO MIX 元點                       | [ 27 ]                                                   |
| 10月5日  | 秋の音樂 Busking Show                                  | 上水廣場                                |                                                          |
| 8月25日  | 追夢祭｜娛創市集                                       | 淺水灣The Pulse                         |                                                          |
| 8月18日  | 平治 FUNTRONICA 夏日嘉年華                             | 啟德AIRSIDE                             |                                                          |
| 7月26日  | 香港動漫電玩節2024 新城知訊台 Z世代咪高峰Show          | 香港會議展覽中心                        | [ 28 ]                                                   |
| 7月19日  | 白紙市集 海夏文創祭                                    | 中環海濱活動空間                        | [ 29 ] [ 30 ] [ 31 ]                                     |
| 7月13日  | 全港學界音樂培育計劃 Starliteer Assemble Showcase 2024 | 旺角T.O.P                               |                                                          |
| 4月27日  | 迷你暗中作樂音樂會 小王子星際之旅                      | 黑暗中對話 賽馬會對話體驗館             |                                                          |
| 4月6日   | 香港潑水節2024嘉年華                                   | 荔枝角D2 Place                          |                                                          |
| 3月21日  | 《3 2 1！Sing》DancSing Party                          | Rosé Club                               |                                                          |
| 3月17日  | 喇沙社區服務日音樂會                                   | 喇沙書院                                |                                                          |
| 2月29日  | 「堅詞 gin1 ci4」創作 2023-24 – 得獎作品音樂會         | 香港大學莊月明文化中心                  |                                                          |
| 2月14日  | 暖. Love. Love 情歌站                                  | 大圍圍方                                |                                                          |
| 1月18日  | 逸慶三八 明逸戰記 Fashion Show                         | 香港中文大學逸夫書院                    |                                                          |
| 2023年   |                                                        |                                         |                                                          |
| 12月23日 | 精靈戶外市集 聖誕音樂派對                              | 東涌東薈城名店倉                        | [ 32 ]                                                   |
| 12月16日 | 聖誕愛 • 音樂會                                        | 將軍澳海天晉滙                          | 部份歌曲與暐翹合唱                                       |
| 12月9日  | 聖誕Fun享夢工場 Music Vibes                            | 荃灣綠楊坊                              | [ 33 ]                                                   |
| 12月8日  | Singleton Sip or Speak Mini Concert                    | 屯門Barrel Bar & Restaurant             |                                                          |
| 10月27日 | 港鐵商場晚間音樂會                                     | 杏花邨杏花新城                          | [ 34 ]                                                   |
| 10月22日 | Sing空下音樂會                                         | 荃灣海之戀商場                          | 部分歌曲與陳樂頤合唱                                     |
| 10月7日  | Mic周卓盈 x Terence泰倫斯 After 8 至Chill音樂氛圍      | 寶琳新都城中心2期                       | [ 35 ]                                                   |
| 10月6日  | Manson張進翹 + Mic周卓盈 After 8 至Chill音樂氛圍       | 馬鞍山新港城中心                        | [ 36 ]                                                   |
| 9月30日  | T.O.P X JLMusic 天空音樂祭 Series 2.3 滿月派對         | 旺角T.O.P                               |                                                          |
| 9月29日  | Moon Night Party                                       | 旺角朗豪坊                              | [ 37 ]                                                   |
| 9月9日   | All Night Long Melodies                                | 坑口東港城                              |                                                          |
| 8月4日   | 「開心香港」市集 Live Music Performance                | 香港科學園                              | [ 38 ]                                                   |
| 7月29日  | Music Show 現場音樂表演                                | 大圍圍方                                |                                                          |
| 6月24日  | 富衛10周年 Music Busking                               | 尖沙咀富衛1881公館                      |                                                          |
| 6月18日  | Happy Music Carnival                                   | The LOHAS 康城                          |                                                          |
| 6月11日  | Happy Moments at ELEMENTS                              | 尖沙咀圓方                              | [ 39 ]                                                   |
| 5月14日  | Happy Mother's Day Music Live                          | 九龍灣德福廣場二期                      |                                                          |
| 4月29日  | HISSO x Buskers 戀の音樂祭                             | 旺角朗豪坊HISSO                         |                                                          |
| 3月26日  | 山系森度遊市集 森度唱遊                                | The LOHAS 康城                          |                                                          |
| 3月18日  | 赤柱海邊音樂祭                                         | 赤柱廣場                                | 部份歌曲與Liu哥合唱                                      |
| 2月19日  | WINDSOR Music Live                                     | 銅鑼灣皇室堡                            | 部份歌曲與鎔兒合唱                                       |
| 1月28日  | 新春Music Live                                         | 青衣城一期                              |                                                          |
| 2022年   |                                                        |                                         |                                                          |
| 12月25日 | GOOD AFTERNOON 330                                     | 荃灣荃新天地1期                         |                                                          |
| 12月24日 | FUN享聖誕市集 冬日戶外音樂會                           | 東涌東薈城名店倉                        | 部份歌曲與暐翹合唱                                       |
| 12月10日 | 新城知訊台 新人大熱唱2022                              | 紅磡置富都會                            | [ 42 ]                                                   |
| 11月19日 | 樂動農莊 冬日Music X Fun音樂會                         | 樂富廣場                                | [ 43 ] [ 44 ]                                            |
| 11月6日  | 2022匠人市集音樂表演 BUSKAHOLIC                        | 荔枝角D2 Place一期                      | 部分歌曲與周子健合唱                                     |
| 7月24日  | PopCorn 10周年 周日Music騷                             | 將軍澳PopCorn一期                       |                                                          |
| 6月26日  | NINA Mall x Yes：如心音樂祭 追星狂熱                   | 荃灣如心廣場一期                        | [ 45 ]                                                   |
| 6月11日  | SADJAY首張大碟發佈音樂會《Direction》                  | 九龍灣國際展貿中心 E-max Music Zone     | 演唱會嘉賓                                               |
| 4月21日  | WATS GOING ON 線上音樂會                               | 谷Live                                  | 部份歌曲與ToNick合唱                                     |
| 2021年   |                                                        |                                         |                                                          |
| 12月26日 | Marketoo x Venus Philosophy 藝術聖誕市集 Busking       | 荃灣南豐紗廠                            | [ 47 ]                                                   |
| 12月19日 | 戶外聖誕市集 音樂表演                                  | 東涌東薈城名店倉                        | 部分歌曲與鍾卓穎合唱                                     |
| 6月13日  | 出走市集                                               | 東涌東薈城名店倉                        |                                                          |
| 2019年   |                                                        |                                         |                                                          |
| 7月1日   | 香港掂SHOW                                             | 荔枝角D2 Place                          | [ 50 ]                                                   |
| 2月12日  | Starliteer 馭星者【時間軸上的星光】演唱會              | 旺角麥花臣場館                          | 與許廷鏗、方皓玟、吳林峰、蔡可汶及另外15強參賽者共同演出 |

## 獎項及提名
| 年份   | 頒獎單位           | 獎項                      | 作品   | 結果 |
| 2022年 | 新城勁爆頒獎禮2022 | 勁爆新人                  | 不適用 | 提名 |
| 2024年 | 新城勁爆頒獎禮2024 | 勁爆 Z世代樂勢力 唱作歌手 | 不適用 | 銀獎 |

## 外部連結
- 周卓盈的Instagram帳戶
- 周卓盈的Facebook專頁
- YouTube上的周卓盈頻道